# Équipe de Belgique de football en 1988
Maillots
Chronologie
Saison précédente Saison suivante
L'équipe de Belgique de football dispute quatre rencontres amicales en 1988 avant d'entamer les éliminatoires de la Coupe du monde.

## Objectifs
L'absence des Belges à l'Euro 1988 leur permet de se focaliser sur les éliminatoires de la Coupe du monde et l'objectif de l'année est de bien préparer ceux-ci afin d'assurer un bon démarrage pour mettre toutes les chances de leur côté en vue d'une qualification pour leur 3e tournoi mondial de rang potentiel.

## Résumé de la saison
Quelques mois après le mondial mexicain, débutent les éliminatoires de l'Euro 1988. La Belgique tient son rang jusqu'à deux défaites (2-0) en fin de campagne, en Bulgarie et en Écosse, qui la privent d'une nouvelle participation au championnat d'Europe. L'équipe se lance ensuite dans les qualifications pour la Coupe du monde 1990 et termine en tête de son groupe avec quatre victoires et quatre partages. En phase finale, les Diables Rouges enlèvent deux victoires sur la Corée du Sud (2-0) et l'Uruguay (3-1) puis concèdent une défaite sans conséquence face à l'Espagne (1-2). En huitième de finale face à l'Angleterre, ils dominent largement et se créent plusieurs occasions franches mais, sans réussite, sont finalement éliminés sur un but inscrit à une minute de la fin de la prolongation par David Platt (0-1),.

## Bilan de l'année
Une victoire à domicile (1-0) et un partage en déplacement (0-0) face à deux concurrents directs, respectivement la Suisse et la Tchécoslovaquie, permet aux Diables Rouges de bien commencer les éliminatoires de la Coupe du monde et d'envisager une qualification à condition de maintenir la cadence et sans perdre de vue le Portugal qui n'a encore disputé qu'une seule rencontre à ce stade.

### Coupe du monde 1990

#### Éliminatoires (zone Europe, Groupe 7)
| Rang | Équipe          | Pts | J | G | N | P | Bp | Bc | Diff |  | Résultats (▼ dom., ► ext.) |     |     |     |   |     |
| ---- | --------------- | --- | - | - | - | - | -- | -- | ---- |  | -------------------------- | --- | --- | --- | - | --- |
| 1    | Tchécoslovaquie | 3   | 2 | 1 | 1 | 0 | 2  | 0  | +2   |  | Tchécoslovaquie            |     | 0-0 | -   | - | -   |
| 2    | Belgique        | 3   | 2 | 1 | 1 | 0 | 1  | 0  | +1   |  | Belgique                   | -   |     | 1-0 | - | -   |
| 3    | Suisse          | 2   | 2 | 1 | 0 | 1 | 4  | 2  | +2   |  | Suisse                     | -   | -   |     | - | -   |
| 4    | Portugal        | 2   | 1 | 1 | 0 | 0 | 1  | 0  | +1   |  | Portugal                   | -   | -   | -   |   | 1-0 |
| 5    | Luxembourg      | 0   | 3 | 0 | 0 | 3 | 1  | 7  | -6   |  | Luxembourg                 | 0-2 | -   | 1-4 | - |     |

- Sélections qualifiées pour la Coupe du monde 1990

## Les matchs
| Match amical                                                     | Israël                          | 2 - 3   | Belgique                                    | Stade Ramat Gan Ramat Gan, Israël                |                                                  |
| 19 janvier 1988 · 16:45 heure locale · Historique des rencontres | Brailovsky (en) 59e · Tikva 69e | (0 – 2) | Degryse 16e · Van Der Linden 20e · Grün 48e | Spectateurs : 7 000 Arbitrage : Antal Huták (hu) | Spectateurs : 7 000 Arbitrage : Antal Huták (hu) |
| 19 janvier 1988 · 16:45 heure locale · Historique des rencontres | Rapport                         |         |                                             | Spectateurs : 7 000 Arbitrage : Antal Huták (hu) | Spectateurs : 7 000 Arbitrage : Antal Huták (hu) |

| Match amical                                                  | Belgique                                                    | 3 - 0   | Hongrie | Stade du Heysel Laeken, Belgique                    |                                                     |
| 26 mars 1988 · 20:00 heure locale · Historique des rencontres | Ceulemans 54e (pen.) · Fitos (hu) 61e (csc) · Severeyns 80e | (0 – 0) |         | Spectateurs : 8 356 Arbitrage : Heinz Holzmann (hu) | Spectateurs : 8 356 Arbitrage : Heinz Holzmann (hu) |
| 26 mars 1988 · 20:00 heure locale · Historique des rencontres | Rapport                                                     |         |         | Spectateurs : 8 356 Arbitrage : Heinz Holzmann (hu) | Spectateurs : 8 356 Arbitrage : Heinz Holzmann (hu) |

| Match amical                                                 | Danemark                           | 3 - 1   | Belgique     | Stade d'Odense (en) Odense, Danemark            |                                                 |
| 5 juin 1988 · 16:00 heure locale · Historique des rencontres | Olsen 36e · Eriksen 39e (pen.) 75e | (2 – 1) | Ceulemans 8e | Spectateurs : 20 622 Arbitrage : Kaj Natri (hu) | Spectateurs : 20 622 Arbitrage : Kaj Natri (hu) |
| 5 juin 1988 · 16:00 heure locale · Historique des rencontres | Rapport                            |         |              | Spectateurs : 20 622 Arbitrage : Kaj Natri (hu) | Spectateurs : 20 622 Arbitrage : Kaj Natri (hu) |

| Match amical                                                     | Belgique      | 1 - 2   | Brésil          | Bosuilstadion Deurne, Belgique                   |                                                  |
| 12 octobre 1988 · 20:30 heure locale · Historique des rencontres | Clijsters 64e | (0 – 2) | Geovani 24e 39e | Spectateurs : 9 500 Arbitrage : Aron Schmidhuber | Spectateurs : 9 500 Arbitrage : Aron Schmidhuber |
| 12 octobre 1988 · 20:30 heure locale · Historique des rencontres | Rapport       |         |                 | Spectateurs : 9 500 Arbitrage : Aron Schmidhuber | Spectateurs : 9 500 Arbitrage : Aron Schmidhuber |

| Coupe du monde 1990 Éliminatoires - Groupe 7                     | Belgique     | 1 - 0   | Suisse | Stade du Heysel Laeken, Belgique            |                                             |
| 19 octobre 1988 · 20:00 heure locale · Historique des rencontres | Vervoort 29e | (1 – 0) |        | Spectateurs : 13 718 Arbitrage : David Syme | Spectateurs : 13 718 Arbitrage : David Syme |
| 19 octobre 1988 · 20:00 heure locale · Historique des rencontres | Rapport      |         |        | Spectateurs : 13 718 Arbitrage : David Syme | Spectateurs : 13 718 Arbitrage : David Syme |

| Coupe du monde 1990 Éliminatoires - Groupe 7                      | Tchécoslovaquie | 0 - 0   | Belgique | Tehelné pole Bratislava, Tchécoslovaquie      |                                               |
| 16 novembre 1988 · 17:00 heure locale · Historique des rencontres |                 | (0 – 0) |          | Spectateurs : 47 182 Arbitrage : Neil Midgley | Spectateurs : 47 182 Arbitrage : Neil Midgley |
| 16 novembre 1988 · 17:00 heure locale · Historique des rencontres | Rapport         |         |          | Spectateurs : 47 182 Arbitrage : Neil Midgley | Spectateurs : 47 182 Arbitrage : Neil Midgley |

## Les joueurs
| Joueurs              | Joueurs           | Amical | Amical | Amical | Amical | QCM 1990 | QCM 1990 |
| -------------------- | ----------------- | ------ | ------ | ------ | ------ | -------- | -------- |
| Gardiens de but      |                   |        |        |        |        |          |          |
| Michel Preud'homme   | KV Malines        | 90     | 90     | 90     | 80e    |          | 90       |
| Gilbert Bodart       | Standard de Liège | r      | r      | r      | 80e    | 90       | r        |
| Philippe Vande Walle | Club Bruges KV    |        |        |        |        | r        |          |
| Défenseurs           |                   |        |        |        |        |          |          |
| Georges Grün         | RSC Anderlechtois | 90     | 90     | 90     | 90     | 90       | 90       |
| Franky Dekenne       | KSV Waregem       | 46e    |        | 90     |        |          |          |
| Leo Clijsters        | KV Malines        | 90     | 90     | 90     | 90     | 90       |          |
| Raymond Mommens      | R Charleroi SC    | 90     | 46e    | r      |        |          |          |
| Geert Emmerechts     | RWD Molenbeek     | 46e ,  |        |        |        |          |          |
| Philippe Albert      | R Charleroi SC    | r      | r      | r      |        |          | 90       |
| Stéphane Demol       | RSC Anderlechtois |        | 46e    | 90     | 90     | 90       | 90       |
| Pascal Plovie        | Club Bruges KV    |        |        |        | r      |          |          |
| Eric Gerets          | PSV Eindhoven     |        |        |        |        | r        | 90       |
| Michel De Wolf       | KV Courtrai       |        |        |        |        |          | 90       |
| Milieux              |                   |        |        |        |        |          |          |
| Marc Emmers          | KV Malines        | 90     | 90     |        |        | 90       | 90       |
| Franky Van der Elst  | Club Bruges KV    | 90 74e | 90     | 90     | 90     | 90 88e   | 90       |
| Peter Creve          | Club Bruges KV    | 64e    | 90     |        |        |          |          |
| Patrick Vervoort     | RSC Anderlechtois |        | 90     | 90     | 60e    | 90       | r        |
| Enzo Scifo           | Inter Milan       |        |        | 90     | 60e    | 90       | 77e      |
| Bruno Versavel       | KV Malines        |        |        |        | 90     | 90       |          |
| Franky Vercauteren   | FC Nantes         |        |        |        | 60e    | r        | r        |
| Attaquants           |                   |        |        |        |        |          |          |
| Marc Van Der Linden  | Royal Antwerp FC  | 90     | 46e    | r      |        |          | 77e 85e  |
| Marc Degryse         | Club Bruges KV    | 90     | 65e    | 90     |        |          |          |
| Jan Ceulemans        | Club Bruges KV    | 90     | 90     | 90     | 46e    | 90       |          |
| Francis Severeyns    | Royal Antwerp FC  | 64e    | 65e    |        | 90     | 76e      |          |
| Luc Nilis            | RSC Anderlechtois |        | 46e    |        | 46e    | 76e      | 80e      |
| Erwin Vandenbergh    | Lille OSC         |        |        | 90     |        |          |          |
| Daniel Veyt          | RFC Liégeois      |        |        |        | 90     | r        | 90       |
| Hans Christiaens     | KSV Waregem       |        |        |        | 60e    |          | 80e      |

Un « r » indique un joueur qui était parmi les remplaçants mais qui n'est pas monté au jeu.
1. 1 2 3 4 5 6  Dernière sélection officielle pour le joueur.
2. 1 2 3 4  Premier but officiel pour le joueur.
3. 1 2 3 4 5 6  Première sélection officielle pour le joueur.

## Aspects socio-économiques

### Couverture médiatique
| Jour de diffusion | Match                      | Compétition    | Diffuseur francophone | Diffuseur néerlandophone |
| ----------------- | -------------------------- | -------------- | --------------------- | ------------------------ |
| 19 janvier 1988   | Israël - Belgique          | Amical         | non diffusé           | non diffusé              |
| 26 mars 1988      | Belgique - Hongrie         | Amical         | RTBF                  | BRT                      |
| 5 juin 1988       | Danemark - Belgique        | Amical         | RTBF                  | BRT                      |
| 12 octobre 1988   | Belgique - Brésil          | Amical         | RTBF                  | BRT                      |
| 19 octobre 1988   | Belgique - Suisse          | Coupe du monde | RTBF                  | BRT                      |
| 16 novembre 1988  | Tchécoslovaquie - Belgique | Coupe du monde | RTBF                  | BRT                      |

Source : Programme TV dans Gazet van Antwerpen.

## Sources

### Archives
1. ↑  (nl) « Concentra online archief », sur krantenarchief.concentra.be, Mediahuis.